# 25901 Ericbrooks
25901 Ericbrooks è un asteroide della fascia principale. Scoperto nel 2000, presenta un'orbita caratterizzata da un semiasse maggiore pari a 2,3936268 UA e da un'eccentricità di 0,1315865, inclinata di 2,20811° rispetto all'eclittica.